# Euphorbia chaculana
Euphorbia chaculana är en törelväxtart som beskrevs av John Donnell Smith. Euphorbia chaculana ingår i släktet törlar, och familjen törelväxter.
Artens utbredningsområde är Honduras. Inga underarter finns listade i Catalogue of Life.